# Масимо Одо
Масимо Одо (на италиански: Massimo Oddo) е италиански футболист-национал, защитник.

## Биография
Роден е на 14 юни 1976 г. в град Чита Сант'Анджело, Италия. Започва своята професионална кариера през 1995 г. в УК Фиоренцуола 1922. След това играе във ФК Монца, ФК Прато, ФК Леко, Наполи, ФК Верона, и Лацио. От 2007 г. е състезател на италианския Милан. През лятото на 2008 г. преминава като преотстъпен в германския Байерн Мюнхен. През юли 2009 г. се завръща отново в Милан. Дебютира в националния отбор на своята страна през 2002 г., с който става световен шампион през 2006 г. Един от най-добрите десни защитници в Европа. Често бележи голове. През 2007 г. печели с Милан КЕШ.